# Stéphane Stoecklin
Pour les articles homonymes, voir Stoecklin.
Stéphane Stoecklin, né le 12 janvier 1969 à Bourgoin-Jallieu, est un ancien handballeur français évoluant au poste d'arrière droit. Membre de la fameuse équipe des « Barjots » avec Frédéric Volle, Denis Lathoud, Philippe Gardent ou Jackson Richardson dont la principale réussite est le titre de champion du monde en 1995, il a été élu meilleur handballeur de l'année en 1997,.
Le 30 avril 2023, il entre dans le Hall of Fame du handball français.

## Biographie
Stéphane Stoecklin commence le handball en 1976 au Club sportif Bourgoin-Jallieu avant de rejoindre en 1985 le Chambéry Handball Club puis en 1988 le Montpellier Paillade SC qui évoluent alors dans des divisions inférieures. Il devient champion de France Nationale 2 (D3) en 1989 avec Montpellier.
En dépit d'un physique moyen (1,85 m) pour ce poste d'arrière et malgré le fait de jouer dans des divisions inférieures, son talent est vite remarqué et en 1990 il connait sa première sélection en équipe de France qui est alors en pleine construction par son selectionneur Daniel Costantini. Il participe au Championnat du monde 1990 qui conduit à la qualification de la France aux Jeux olympiques 1992.
En 1990, il est recruté par l'USAM Nîmes, champion de France en titre. Avec le club nîmois, il remporte deux titres de champion en 1991 et 1993, une Coupe de France en 1994 et atteint la 3e place de la Ligue des champions 1993-1994. Entre-temps, il remporte avec l'équipe de France la médaille de bronze aux JO de Barcelone puis vice-champion du monde 1993.
À la suite de la rétrogradation de Nîmes en 1994, il rejoint le PSG-Asnières. Avec le club parisien il est vice-champion de France en 1996.
Avec l'équipe de France il remporte le Championnat du monde en 1995 en Islande.
En 1996, après le fiasco des Jeux olympiques 1996 où il est pourtant élu meilleur arrière droit, il profite, comme de nombreux autres joueurs français, de l'arrêt Bosman et tente l'aventure en Allemagne qui possède le championnat de handball le plus relevé. Au cours de ses deux saisons au GWD Minden, il est le meilleur buteur du championnat en 1998 et surtout, il est élu meilleur handballeur de l'année 1997. Au passage, il glane une nouvelle médaille internationale, le bronze, au Championnat du monde 1997 au Japon.

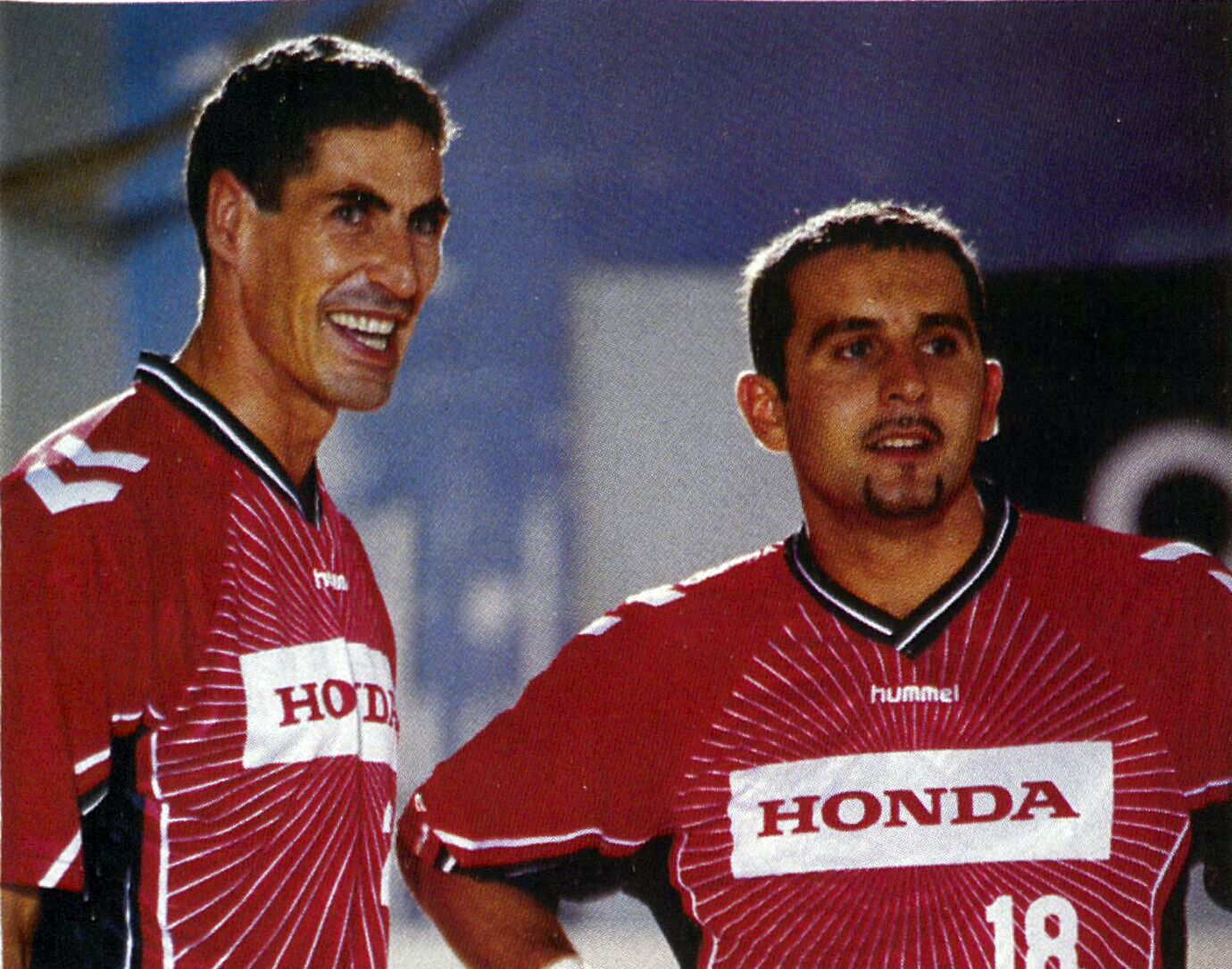
Stéphane Stoecklin (à droite) avec Frédéric Volle sous le maillot du Honda Suzuka.

C'est justement au « pays du soleil levant » qu'il part exercer son talent en 1998, y rejoignant son compère « Barjot » Frédéric Volle. Un choix dicté alors par des considérations financières, le club japonais lui offrant 1,5 million de francs par an, le double de ce qu'il gagnait dans son club allemand : « Après le hand, je n'ai aucune perspective. Alors, même si l'aventure me plaît, je pars là-bas pour l'argent. », dit-il alors. Avec son compère, il devient cinq fois champion du Japon et remporte deux Coupes du Japon
À l'issue du Championnat du monde 1999 terminé à la 6e place, il annonce sa retraite internationale à seulement 30 ans, privilégiant sa vie de famille et sa carrière au Japon.
En 2003, il décide de revenir en France terminer sa carrière en signant un contrat de trois ans à Chambéry. Malheureusement, il connaît de nombreuses blessures et conclut sa carrière sans avoir vraiment pu apporter son talent à l'équipe dirigée par son ex-coéquipier des « Barjots » Philippe Gardent. Début mai 2005, il décide de mettre un terme à sa carrière, quelques semaines avant la fin de la saison 2005.
Depuis la fin de sa carrière, il vit à Ko Samui, une île de Thaïlande, où il gère une résidence en cottage.

## Palmarès

### Clubs
- Champion de France (2) : 1991 et 1993 (avec USAM Nîmes)
  - Vice-Champion de France en 1996 (avec PSG-Asnières)
- Coupe de France (1) : 1994 (avec USAM Nîmes)
- Championnat de France Nationale 2 (D3)[6] (1) : 1989 (avec Montpellier Handball)
- Champion du Japon (5) : 1999, 2000, 2001, 2002 et 2003 (avec Honda Suzuka)
- Coupe du Japon (2) : 1999 et 2003 (avec Honda Suzuka)

### Équipe de France
Jeux olympiques
- Médaille de bronze aux Jeux olympiques 1992 à Barcelone en  Espagne,
- 4e place aux Jeux olympiques 1996 à Atlanta en  États-Unis.

Championnats du monde
- 9e place au Championnat du monde 1990 en  Tchécoslovaquie,
- Médaille d'argent au Championnat du monde 1993 en  Suède,
- Médaille d'or au Championnat du monde 1995 en  Islande,
- Médaille de bronze au Championnat du monde 1997 au  Japon,
- 6e place au Championnat du monde 1999 en  Égypte.

Championnats d'Europe
- 6e place au Championnat d'Europe 1994 au  Portugal.
- 7e place au Championnat d'Europe 1996 en  Espagne.
- 7e place au Championnat d'Europe 1998 en  Italie.

Autres
- 6e place au Championnat du monde espoirs 1989[11]
- Médaille d'argent aux Jeux méditerranéens 1993 en Languedoc-Roussillon
- Médaille d'or aux Goodwill Games de 1994 à Saint-Pétersbourg en  Russie

## Distinctions
- Élu meilleur handballeur de l'année en 1997[2],[3]
- Élu meilleur arrière droit français de tous les temps (« Sept de diamant ») en 2002[12]
- Élu meilleur arrière droit des Jeux olympiques de 1996
- Élu meilleur arrière droit du Championnat de France 2003-2004[13]
- Meilleur buteur du Championnat d'Allemagne en 1998 avec 207 buts en 28 matchs (moy. 7,4)[14]